# Crab Louie
L'insalata Crab Louie, nota anche come insalata Crab Louis o King of Salads, è un tipo di insalata a base di granchio. La ricetta risale ai primi anni del 1900 ed è originaria della costa occidentale degli Stati Uniti.

## Storia
Le origini esatte del piatto sono incerte, ma si sa che la Crab Louie veniva servita a San Francisco, da Solari's, già nel 1914. Una ricetta per la Crab Louie si può trovare nel libro Bohemian San Francisco di Clarence E. Edwords. Un'altra ricetta simile, chiamata "Crabmeat a la Louise", è segnata nell'edizione del 1910 di un libro di cucina di Victor Hirtzler, capo chef del St. Francis Hotel. Un'altra delle prime ricette si trova nel The Neighborhood Cook Book, compilato dal Portland Council of Jewish Women nel 1912. Il menu del ristorante Old Poodle Dog di Bergez-Frank a San Francisco includeva "Crab Leg à la Louis (special)" nel 1908, dal nome dello chef Louis Coutard, morto nel maggio 1908.
Secondo alcuni la ricetta originale è nata dall'imprenditore Louis Davenport, fondatore del Davenport Hotel a Spokane. Davenport trascorse i suoi primi anni a San Francisco, prima di trasferirsi a Spokane Falls. Egli avrebbe usato granchi importati da Seattle da offrire nel suo hotel. La sua ricetta è anteriore al 1914 e si trova nei menu storici degli hotel. La popolarità della Crab Louie è diminuita di popolarità tra l'inizio e la metà del 1900, ma può ancora essere trovato nel menu di alcuni hotel e ristoranti della costa occidentale, tra cui il Palace Hotel di San Francisco e il Davenport Hotel.

## Ingredienti
L'ingrediente principale per preparare la Crab Louie, come suggerisce il nome, è la polpa di granchio. Il granchio preferito è il granchio di Dungeness, ma è possibile sostituirlo con altre varietà di granchio o imitazioni, inclusi i più economici bastoncini di granchio. Sebbene esistano varianti della ricetta, un ingrediente essenziale è una salsa cremosa come la salsa Louis, o in alternativa la salsa Thousand Island o la salsa Green Goddess. Questo condimento può essere servito a parte o mescolato con gli altri ingredienti, a seconda della ricetta utilizzata.
Una tipica insalata Crab Louie è composta da:
- Polpa di granchio
- Uova sode
- Pomodori
- Asparagi
- Un letto di lattuga iceberg
- Salsa Louis, a base di maionese e salsa di peperoncino

In alcune ricette sono presenti anche altri ingredienti come olive e scalogno.
Una variante chiamata Lobster Louie viene preparata allo stesso modo, ma usa come sostituto l'aragosta invece della polpa di granchio.